# Rudolf-Bultmann-Institut für Hermeneutik
Das Rudolf-Bultmann-Institut für Hermeneutik ist eine im Jahr 1963 gegründete Forschungseinrichtung des Fachbereichs evangelische Theologie der Philipps-Universität Marburg.

## Geschichte
Das Rudolf-Bultmann-Institut für Hermeneutik wurde im Jahr 1963 als „Institut für Hermeneutik“ von Ernst Fuchs, einem Schüler Rudolf Bultmanns, gegründet. Mit ihrem Programm sieht sich das Institut der von Rudolf Bultmann begründeten Marburger Tradition theologischer Hermeneutik und seiner insbesondere von Ernst Fuchs angeregten Fortführung im Bereich der Gleichnis-, Bild- und Metaphernforschung verpflichtet.
Der Gründer des Instituts Ernst Fuchs wirkte zwischen 1961 und 1970 als Professor für Neues Testament in Marburg. Im Jahr 2009 benannte sich das Institut anlässlich des 125. Geburtstages von Rudolf Bultmann um in „Rudolf-Bultmann-Institut für Hermeneutik“. Nachfolger von Ernst Fuchs als Direktoren des Instituts waren die Professoren des Neuen Testaments und der Systematischen Theologie, Gerd Schunack, Dietrich Korsch und Jörg Lauster. Seit dem Jahr 2016 steht Malte Dominik Krüger dem Institut vor; stellvertretende Direktorin ist Angela Standhartinger.

## Aufgaben
Das Institut dient dem interdisziplinären und auch internationalen Austausch im Bereich der theologischen, philosophischen und kulturwissenschaftlichen Hermeneutik. Gäste des Instituts waren z. B. Hans Jonas, Karl Rahner, James M. Robinson, Gerhard Ebeling, Dorothee Sölle, Hans Weder, Ingolf U. Dalferth und Markus Gabriel. Im Jahr 2017 wurde erstmals die Internationale Bultmann-Lecture gehalten, die alle zwei Jahre stattfindet. Die erste Butlmann-Lecture, bei der der Bonner Philosoph Markus Gabriel über das heutige Wirklichkeitsverständnis vortrug, wurde unter dem Titel Was ist Wirklichkeit? Neuer Realismus und Hermeneutische Theologie publiziert. 2019 sprach der renommierte Altphilologe Arbogast Schmitt im Rahmen der zweiten Bultmann-Lecture über Erkenntnis des Göttlichen im Bild. Isolde Karle und Beate Hofmann, die Bischöfin der Evangelischen Kirche von Kurhessen-Waldeck, hielten 2021 die dritte Bultmann-Lecture über die Zukunft der Kirche.
Seit 2018 vergibt das Institut – zusammen mit der Rudolf-Bultmann-Gesellschaft für Hermeneutische Theologie e. V. und der Evangelischen Kirche von Kurhessen-Waldeck – den Rudolf Bultmann-Preis für Hermeneutik. Damit werden herausragende Dissertationen und Habilitationen im Bereich der theologischen, philosophischen und kulturwissenschaftlichen Hermeneutik gewürdigt. Preisträger 2018 war David W. Congdon aus Princeton mit seiner Dissertation The Mission of Demythologizing. Rudolf Bultmann´s Dialectical Theology. 2020 wurde der Preis an Friederike Portenhauser verliehen, für ihre Dissertation Personale Identität in der Theologie des Paulus.
Ebenfalls seit dem Jahr 2018 findet im Zweijahresturnus der evangelische Bildertag statt, durchgeführt in Kooperation mit dem Marburger Institut für Kirchenbau und kirchliche Kunst der Gegenwart.

## Veröffentlichungen

### Bultmann-Lectures
- Markus Gabriel/Malte Dominik Krüger: Was ist Wirklichkeit? Neuer Realismus und Hermeneutische Theologie. Tübingen 2018. ISBN 978-3-16-156598-4
- Malte Dominik Krüger/Arbogast Schmitt/Andreas Lindemann: Erkenntnis des Göttlichen im Bild? Perspektiven hermeneutischer Theologie und antiker Philosophie. Leipzig 2021. ISBN 978-3-374-06746-6

### Weitere Veröffentlichungen
- Kristian Geßner / Wassilis Tzallas: Ernst Fuchs und das (Rudolf Bultmann-) Institut für Hermeneutik in: 500 Jahre Theologie in Marburg hg. von Wolf-Friedrich Schäufele. Marburg 2024. ISBN 978-3-8309-4922-0